# 내 남자친구에게
내 남자친구에게는 대한민국의 걸 그룹 핑클이 1998년 5월 25일 이 그룹의 데뷔 스튜디오 음반(DSP 미디어) Blue Rain의 일부로서 발매한 곡이다. 내 남자친구에게는 여름 주제의 댄스 및 버블검 팝 노래이며 가사는 마치 로맨틱한 러브레터를 닮아있다.

## 수상
| 프로그램           | 날짜            |
| ------------------ | --------------- |
| SBS의 SBS 인기가요 | 1998년 9월 6일  |
| SBS의 SBS 인기가요 | 1998년 9월 13일 |
| KBS2의 뮤직뱅크    | 1998년 9월 22일 |
| KBS2의 뮤직뱅크    | 1998년 9월 29일 |